# Венијамин Печерски
Венијамин Печерски (XIII—XIV век, Кијев) - православни светитељ, монах Кијево-Печерског манастира.
Православна црква га помиње 10. септембар и 26. октобра.
Житије светог Венијамина познато је из епитафа на аркосолној икони. Она извештава да је монах пре пострига био богат трговац. Током службе је чуо речи из јеванђеља да је тешко богатом човеку ући у Царство небеско: „Јер је тешко богатом ући у Царство небеско“ (Матеј 19,23), након чега је сву своју имовину поделио сиромасима и замонашио се у Печерском манастиру. Све до смрти „угађао је Господу Богу” постом, молитвом, сиромаштвом и послушањем.
Његове мошти почивају у Далеким пећинама.